# Jeff Vinik
Jeffrey N. "Jeff" Vinik, född 22 mars 1959, är en amerikansk företagsledare som är minoritetsägare för Fenway Sports Group, som äger bland annat basebollorganisationen Boston Red Sox i Major League Baseball (MLB) och fotbollsklubben Liverpool FC i Premier League, och ägare och styrelseordförande för Vinik Sports Group, som äger ishockeyorganisationen Tampa Bay Lightning i National Hockey League (NHL). Han har en bakgrund med arbete inom finansbranschen och har bland annat varit vd för Fidelity Magellan Fund mellan juli 1992 och juni 1996, under hans tid växte fondens värde från $20 miljarder till $50 miljarder.
Vinik avlade en kandidatexamen i väg- och vattenbyggnad vid Duke University och en master of business administration vid Harvard Business School.
Den amerikanska ekonomitidskriften Forbes uppskattade hans förmögenhet till omkring $500 miljoner för november 2016.